# 野崎真一
野崎眞一（日语：野崎 眞一，1931年1月28日－2014年1月27日）為日本音樂作曲家，並且是2003年日本唱片大賞功勞奖得主。

## 外部連結
- Template:YMJ - 歌詞
- 2003年 第45回日本レコード大賞 - 功労賞 - 日本作曲家協会公式サイト内